# Ouganda aux Jeux olympiques d'été de 2012
L'Ouganda participe aux Jeux olympiques d'été de 2012 à Londres au Royaume-Uni du 27 juillet au 12 août de cette même année, pour une 14e fois à des Jeux d'été.

## Athlétisme
Les athlètes de l'Ouganda ont jusqu'ici atteint les minima de qualification dans les épreuves d'athlétisme suivantes (pour chaque épreuve, un pays peut engager trois athlètes, à condition qu'ils aient réussi chacun les minima A de qualification, un seul athlète par nation est inscrit sur la liste de départ si seuls les minima B sont réussis), :
Hommes
Courses
| Athlète              | Épreuve         | Séries              | Séries | Quarts de finale | Quarts de finale | Demi-finales | Demi-finales | Finale          | Finale |
| Athlète              | Épreuve         | Résultat            | Rang   | Résultat         | Rang             | Résultat     | Rang         | Résultat        | Rang   |
| -------------------- | --------------- | ------------------- | ------ | ---------------- | ---------------- | ------------ | ------------ | --------------- | ------ |
| Jacob Araptany       | 3 000 m steeple | 8 min 35 s 85       | 25     | NC               | NC               | NC           | NC           | -               | -      |
| Thomas Ayeko         | 10 000 m        | NC                  | NC     | NC               | NC               | NC           | NC           | 27 min 58 s 96  | 16     |
| Benjamin Kiplagat    | 3 000 m steeple | 8 min 18 s 44       | 6      | NC               | NC               | NC           | NC           | DQ              | -      |
| Abraham Kiplimo      | 5 000 m         | 13 min 31 s 57      | 24     | NC               | NC               | NC           | NC           | -               | -      |
| Stephen Kiprotich    | Marathon        | NC                  | NC     | NC               | NC               | NC           | NC           | 2 h 08 min 01 s | 1      |
| Moses Ndiema Kipsiro | 5 000 m         | 13 min 17 s 68      | 7      | NC               | NC               | NC           | NC           |                 |        |
| Moses Ndiema Kipsiro | 10 000 m        | NC                  | NC     | NC               | NC               | NC           | NC           | 27 min 39 s 22  | 10     |
| Geofrey Kusuro       | 5 000 m         | 13 min 59 s 74 (MS) | 38     | NC               | NC               | NC           | NC           | -               | -      |
| Julius Mutekanga     | 800 m           | 1 min 48 s 41       | 35     | NC               | NC               | -            | -            | -               | -      |

Femmes
Courses
| Athlète        | Épreuve         | Séries        | Séries | Quarts de finale | Quarts de finale | Demi-finales | Demi-finales | Finale          | Finale |
| Athlète        | Épreuve         | Résultat      | Rang   | Résultat         | Rang             | Résultat     | Rang         | Résultat        | Rang   |
| -------------- | --------------- | ------------- | ------ | ---------------- | ---------------- | ------------ | ------------ | --------------- | ------ |
| Janet Achola   | 1 500 m         | 4 min 11 s 64 | 22     | NC               | NC               | -            | -            | -               | -      |
| Docus Inzikuru | 3 000 m steeple | 9 min 35 s 29 | 20     | NC               | NC               | NC           | NC           | -               | -      |
| Jane Suuto     | Marathon        | NC            | NC     | NC               | NC               | NC           | NC           | 2 h 44 min 46 s | 93     |

## Badminton
| Athlète       | Compétition      | Phase de groupe                         | Phase de groupe                      | Phase de groupe  | Phase de groupe | 8e de finale     | Quarts de finale | Demi-finales     | Finale           | Finale |
| Athlète       | Compétition      | Adversaire Score                        | Adversaire Score                     | Adversaire Score | Rang            | Adversaire Score | Adversaire Score | Adversaire Score | Adversaire Score | Rang   |
| ------------- | ---------------- | --------------------------------------- | ------------------------------------ | ---------------- | --------------- | ---------------- | ---------------- | ---------------- | ---------------- | ------ |
| Edwin Ekiring | Simple messieurs | Brice Leverdez (FRA) 0-2 (12-21, 11-21) | Wong Wing Ki (HKG) 0-2 (10-21, 8-21) | NC               | 3e              | -                | -                | -                | -                | -      |

## Haltérophilie
| Athlète | Compétition       | Arraché  | Épaulé-jeté | Total        |
| Athlète | Compétition       | Résultat | Résultat    | Résultat     |
| ------- | ----------------- | -------- | ----------- | ------------ |
| -62 kg  | Charles Ssekyaaya | 105 kg   | 130 kg      | 235 kg (13e) |

## Natation
| Athlète      | Épreuve         | Séries  | Séries | Demi-finales | Demi-finales | Finale | Finale |
| Athlète      | Épreuve         | Temps   | Rang   | Temps        | Rang         | Temps  | Rang   |
| ------------ | --------------- | ------- | ------ | ------------ | ------------ | ------ | ------ |
| Ganzi Mugula | 50 m nage libre | 27 s 58 | 53     | -            | -            | -      | -      |

| Athlète        | Épreuve         | Séries  | Séries | Demi-finales | Demi-finales | Finale | Finale |
| Athlète        | Épreuve         | Temps   | Rang   | Temps        | Rang         | Temps  | Rang   |
| -------------- | --------------- | ------- | ------ | ------------ | ------------ | ------ | ------ |
| Jamila Lunkuse | 50 m nage libre | 28 s 44 | 52     | -            | -            | -      | -      |